# Termohigrógrafo

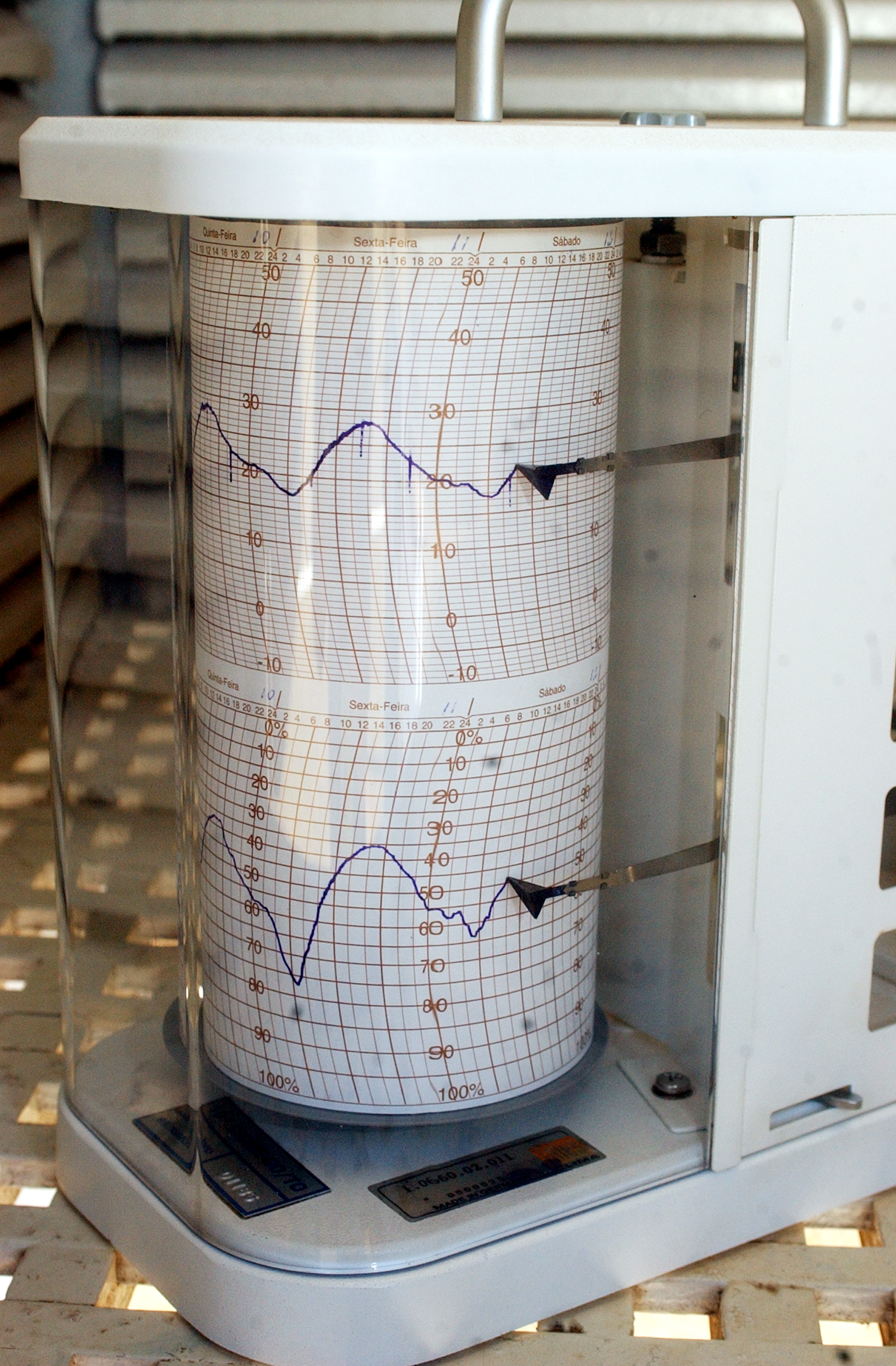
Un termohigrógrafo utilizado para medir sobre una banda de papel la temperatura de bulbo seco y la humedad relativa.

Se denomina termohigrógrafo a un instrumento de medición utilizado en meteorología para registrar tanto temperatura como la humedad relativa.

## Características del instrumento
Usualmente el sensor de temperatura es una placa bimetálica que por acción de la variación de la temperatura del aire genera una dilatación/contracción en las placas. Al ser de metales con diferente coeficiente de dilatación provocan un movimiento que es transmitido a un brazo. Este contiene en su extremo una pluma con tinta que traza en la banda de papel la temperatura.
El sensor de humedad relativa está formado por un atado de crines de caballo o similar que es muy sensible a la variación de la humedad atmosférica. De manera similar al caso de la temperatura se transmite el movimiento al brazo que con la pluma traza el papel.
Es un instrumento mecánico que posee en la base del tambor un mecanismo de relojería para que lo haga girar. Posee un engranaje doble calibrado para que dé un giro completo en un día o una semana.
La banda de papel lleva impresas una cuadrícula y unas escalas numeradas con los días o las horas del día y la humedad relativa en % y la temperatura en °C. O unidades según sistema de medida.

## Usos
Se utiliza en meteorología, confort higrotérmico para calefacción y aire acondicionado, clima interior en edificios, en arquitectura bioclimática, o en museos donde se conservan objetos que se deterioran con la humedad, entre otros lugares donde la relación entre temperatura y humedad sea relevante.